# Fidji Simo
Fidji Simo (Sète, 5 ottobre 1985) è una manager francese.
È CEO e presidente di Instacart. Prima di Instacart, ha trascorso un decennio in Facebook, dove ha ricoperto il ruolo di dirigente di alto livello e ha guidato Facebook App.
È co-fondatrice del Metrodora Institute, una clinica sanitaria e un istituto di ricerca, ed è presidente della Metrodora Foundation. È membro dei consigli di amministrazione di OpenAI e Shopify.
Si è laureata presso l'HEC Paris e l'Università della California - Los Angeles.